# Xylotrupes falcatus
Xylotrupes falcatus är en skalbaggsart som beskrevs av Raymond Minck 1920. Xylotrupes falcatus ingår i släktet Xylotrupes och familjen Dynastidae. Inga underarter finns listade i Catalogue of Life.